# Chen Xiaoting
Chen Xiaoting (chiń. 陈晓婷; ur. 11 stycznia 1991) – chińska sztangistka, mistrzyni i wicemistrzyni świata.
Startuje w kategorii do 53 kg. Jej największym sukcesem jest złoty medal mistrzostw świata w Antalyi (2010).

## Osiągnięcia
| Rok  | Zawody             | Miasto  | Miejsce | Wynik  |
| ---- | ------------------ | ------- | ------- | ------ |
| 2009 | Mistrzostwa świata | Koyang  | 2       | 218 kg |
| 2010 | Mistrzostwa świata | Antalya | 1       | 222 kg |